# Облітерація (техніка)
Облітерація (лат. oblitteratio, досл. «стирання», «згладжування») — зарощування з часом перерізу щілини. Це явище спостерігається при протіканні навіть ретельно очищених рідин за рахунок адсорбції поляризованих молекул (це явище є одним з недоліків золотникових гідророзподільників). Якщо номінальний проміжок щілини дорівнює сумі товщин адсорбованих шарів або менший, може статися повне зарощування щілини (повна облітерація).
Під тиском рідини на поверхні капіляра осаджується адсорбційний шар поляризованих молекул, які утримуються силами адгезії між рідиною і матеріалом гідравлічного обладнання (золотника, капіляра та ін.). У цьому шарі крім молекул рідини знаходяться тверді частки, рідкі і газоподібні домішки, смолисті утворення, що завжди є в рідині. Товщина такого шару 0,05…10 мкм залежно від тиску, хімічних і фізичних властивостей рідини і матеріалу стінок обладнання.
Облітерація капілярів чи щілин зумовлює зменшення ефективної площі їхнього перерізу, що викликає збільшення гідравлічного опору протіканню рідини.
Боротьба з облітерацією:
- періодичне видалення шару молекул шляхом короткочасного збільшення тиску;
- механічне видалення шару поляризованих молекул за допомогою відносного переміщення поверхонь щілини.